# Franches vérités
 (mai 2018).
Les franches vérités sont des assises que les seigneurs haut-justiciers ou vicomtiers des châtellenies de Flandre au Moyen Âge pouvaient tenir sur leurs terres tous les ans, ou tous les trois ans dans celle de leurs vassaux, dans le but d’être informés par les justiciables des forfaits, crimes ou délits qui y avaient été commis. Ces assemblées entendent régler les affaires et cas délictueux qui n'ont pas été réglés par le cours classique de la justice, et ainsi purger un espace donné du crime et de la violence. Ces assises sont les héritières du système de mallum vel placitum, c'est à savoir des plaids et assemblées que tenaient les comes et missi dominici carolingiens dès la fin du VIIIe siècle.
Après une période de déclin entre le XIe et le XIIe siècle, les franches vérités semblent connaitre un intérêt renouvelé aux XIVe et XVe siècles comme le prouve la réinstauration de certaines de ces assises sous le principat de Philippe le Bon. En effet, en 1434, les habitants de la châtellenie de Bailleul font appel à la comtesse de Namur pour que soient rétablies les franches vérités et ainsi pallier un défaut dans l'administration judiciaire traditionnelle. Celle-ci obtient du duc Philippe le Bon en 1434 la réinstauration de franches vérités tous les trois ans au sein de la châtellenie. Cette institution semble persister jusqu'au début de l'époque moderne mais périclite progressivement pour disparaitre définitivement au cours du XVIIe siècle. Ce système de plaids est un particularisme septentrional dans la mesure où les franches vérités se tiennent uniquement dans le comté de Flandre, dans le nord du Hainaut, le Tournaisis et l’Amiénois.
Ces franches vérités avaient lieu à une date définie par le seigneur haut-justicier sur accord du comte de Flandre, puis duc de Bourgogne à partir de 1384. L'ensemble des justiciables sont appelés à y assister sous peine d'une amende de 60 sous parisis au profit du seigneur. Cette obligation apparait comme une contrainte pour les communautés urbaines et villageoises flamandes concernées, comme le prouve l'achat d'un droit d'exemption par certaines d'entre elles dès le XIIe siècle. Effectivement, en 1289, le comte de Flandre Gui de Dampierre, accorde un droit d'exemption de franches vérités à la ville de Renaix, moyennant une rente annuelle de 12 deniers parisis par an et par personne, ainsi que le "meilleur catel", rédimable de 60 sous, à la mort de chacun d'entre eux.